# Doarp Grou (schip, 1909)
Doarp Grou is het skûtsje waarmee een vertegenwoordiging van het Friese dorp Grouw (Fries: Grou) deelneemt aan de wedstrijden van de Sintrale Kommisje Skûtsjesilen. Het is het tweede skûtsje waarmee Grou meedoet aan de wedstrijden. Het eerste skûtsje kochten ze in 1957, maar hebben ze al na een jaar al weer vervangen door een sneller schip. Het skûtsje Doarp Grou is eigendom van de Stichting Kommisje Skûtsjesilen Grou.

## Geschiedenis

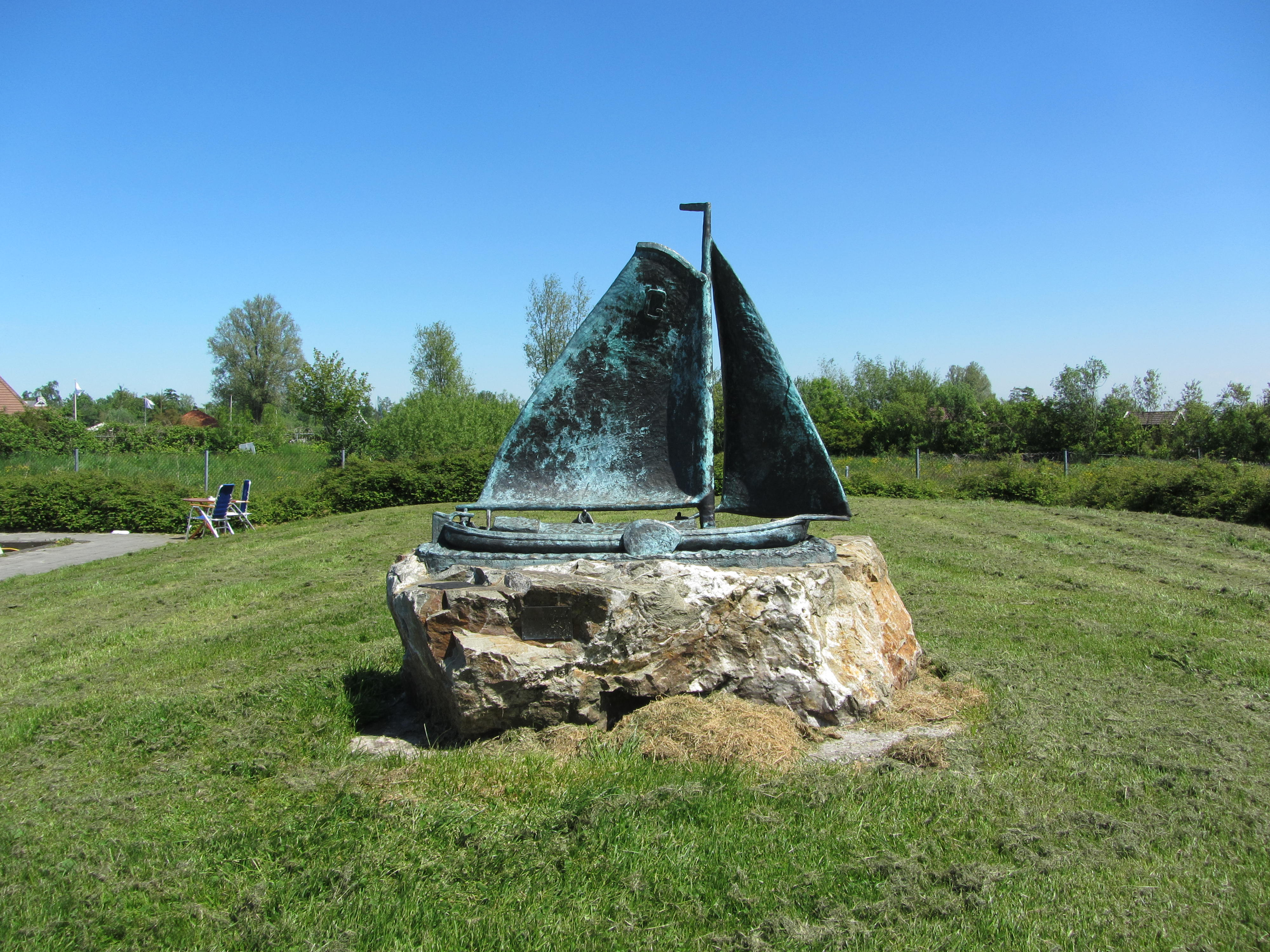
Monument skûtsje Doarp Grou, gemaakt door Karianne Krabbendam, 2001

In navolging van andere Friese dorpen kocht een aantal inwoners van Grouw een skûtsje om deel te nemen aan de jaarlijkse wedstrijden skûtsjesilen. Omdat dit skûtsje niet de resultaten behaalde waar op gehoopt was, werd het schip al na een jaar vervangen door een sneller skûtsje dat ook “Doarp Grou” werd gedoopt.
Dit tweede Grouwster skûtsje is gebouwd in 1909 op de Scheepswerf De Pijp in Drachten. Schipper Ulbe Zwaga heeft zeven kampioenschappen behaald met dit schip. Hij stopte in 1969 als schipper van Grou en stapte over op een ander skûtsje.
De vervanger die door de commissie van Grouw werd voorgedragen werd niet geaccepteerd door de SKS, omdat hij niet uit een schippersgeslacht afkomstig was, wat nog steeds een voorwaarde is. Uit protest bleef het "Doarp Grou" dat jaar aan de wal liggen. In 1972 kwam Ulbe Zwaga terug op het "Doarp Grou".
Berend Joopsz Mink is kampioen geworden met het "Doarp Grou" in 2000 en 2001. Het had niet veel gescheeld of het kampioenschap van 2001 was aan hem voorbij gegaan. Vanwege problemen met de mast besloten de Grouwsters om niet te starten bij de slotwedstrijd. Dat leverde hen 14 strafpunten op. Hun voorsprong was zo groot dat ze toch kampioen werden.
In 2017 en 2018 behaalde de huidige schipper Douwe Azn. Visser de eerste plaats in het eindklassement. Hij werd eerder kampioen in 2005, 2009 en 2014. Het kampioenschap van 2018 wist hij pas te behalen op de finishlijn van de slotwedstrijd. De nummers één en twee van het klassement (Grouw en Heerenveen) behaalden in de wedstrijdreeks exact evenveel punten en dan wordt degene kampioen die het beste resultaat heeft behaald in de laatste wedstrijd in Sneek. 
In 2019 wisten de Grousters voor het derde achtereenvolgende jaar de hoofdprijs in de wacht te slepen.
Tijdens de extra ingelaste ledenvergadering op 11 december 2020 werd de nieuwe zeilformule 2020 aangenomen. Volgens deze formule zou het nieuwe toegestane zeiloppervlakte 163,4 m² zijn. Dit houdt concreet in dat het Grouster Skûtsje 1,4 m² moeten inleveren of moeten compenseren met extra gewicht.

## Schippers
- 1957-1968 - Ulbe Zwaga
- 1969 - niet deelgenomen
- 1970-1971 - Sipke Douwesz. Tjerkstra
- 1972-1975 - Ulbe Zwaga
- 1976-1987 - Joop Berendsz Mink
- 1988-2004 - Berend Joopsz Mink
- 2005-heden - Douwe Azn. Visser

## Skûtsjes
- Doarp Grou (1) - 1957
- Doarp Grou (2) - 1958-heden